# A Quiet End
A Quiet End è un romanzo giallo del 2015 scritto da Nelson DeMille.
Ha come protagonista John Corey.
Il libro non è ancora stato pubblicato in Italia.

## Trama
Dopo la resa dei conti con il famigerato terrorista yemenita noto come The Panther, la vita sembra essere più tranquilla per l'agente federale John Corey. Professionalmente messo da parte, lontano da sua moglie, collabora con una giovane e bella recluta di nome Tess.
Corey ha un lavoro senza noie che consiste nell'eseguire una facile sorveglianza su un gruppo di delegati russi delle Nazioni Unite a New York City. 
Ma poi uno dei suoi soggetti sfugge alla sorveglianza, Vasily Petrov, un colonnello del servizio segreto russo che finge di essere un diplomatico della missione russa delle Nazioni Unite, scompare misteriosamente e tocca a Corey rintracciarlo. 
Inoltre Tess inizia a comportarsi in modo sospetto e ricompare un vecchio e pericoloso nemico. 
John Corey si troverà ancora una volta nell'East End di Long Island a tentare di affrontare la minaccia di una bomba nucleare di fabbricazione russa posta per annientare l'isola di Manhattan.